# Soshana Afroyim
Soshana Afroyim (née le 1er septembre 1927 à Vienne et morte le 9 décembre 2015 dans la même ville) est une peintre autrichienne de la période du modernisme. 
Artiste à plein temps, elle voyage fréquemment, exposant son travail à l'international. Au cours de ses voyages, elle réalise le portrait de nombreuses personnalités et son art se développe dans différentes directions. Dans une première période, principalement de nature naturaliste, elle s'attache aux paysages et aux portraits. Plus tard, son style évolue vers l'art abstrait, fortement influencé par la calligraphie asiatique et l'art du Moyen-Orient. 

## Biographie

### Enfance
Soshana Afroyim est née Susanne Schüller en 1927 à Vienne dans une famille juive de la classe moyenne. Son frère Maximilian naît deux ans plus tard. Son père, Fritz Schüller, est propriétaire d'une fabrique de boutons de manchette, ce qui permet à la famille de s'installer dans un appartement spacieux au no 1 de la Hanuschgasse. Sa mère, Margarethe Schüller, est sculptrice, mais ne poursuivit pas ses ambitions artistiques avant de nombreuses années, ayant été découragée par son mari. Elle est d'abord scolarisée à l'école Rudolf Steiner, fondée sur la doctrine ésotérique de son fondateur, mais change rapidement pour l'école alternative Schwarzwald. 
Elle commence à peindre et à dessiner très jeune. Sa mère soutient la créativité de Susanne et rassemble ses œuvres.

### La fuite de Vienne
À l'âge de onze ans, Susanne Schüller est témoin de l'annexion de l'Autriche de 1938. « J'ai regardé l'entrée triomphale d'Hitler à Vienne. Je me souviens bien de la façon dont je regardais par la fenêtre […] et j'ai vu comment il a été accueilli par la foule enthousiaste alors qu'il conduisait dans sa voiture ouverte […]. Mon corps s'est glacé et j'ai eu horriblement peur »
La famille décide alors de quitter l'Autriche. Le père, Fritz Schüller, est né à Brno, ce qui lui confère un passeport tchécoslovaque et lui permet de quitter le pays en premier. Susanne, sa mère et son petit-frère Maximilian s'enfuient en Suisse, puis à Paris, où Fritz les a précédés. En 1939, ils arrivent finalement à Londres, où ils restent deux ans. Elle y fréquente d'abord le Northwood College, puis en 1940 la Chelsea Polytechnic School, où elle suit des cours de peinture et de dessin et y apprend le stylisme. En raison de la campagne de bombardement de la Luftwaffe sur l'Angleterre entre 1940 et 1941, la famille Schüller doit se réfugier dans des abris anti-aériens presque chaque nuit. L'expérience se révèle très stressante pour Schüller. Elle exprime son stress et ses émotions à travers des dessins. 

### Émigration vers l'Amérique

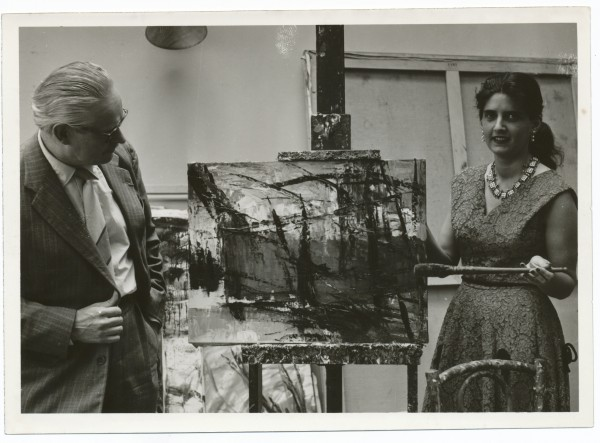
Dans son studio parisien, 1953.

Depuis l'Angleterre, son père part pour l'Espagne en passant par Tanger, pour arriver à New York. En 1941, il obtient un affidavit pour sa famille et réserve trois places sur le Madura S.S., le dernier navire civil à quitter l'Europe. La même année, Susanne Schüller, sa mère et son frère arrivent à Ellis Island. À New York, elle est inscrite à la Washington Irving High School et y suit des cours de peinture sous la direction de l'artiste et activiste communiste qui deviendra son époux, Beys Afroyim (également connu pour le procès Afroyim c. Rusk en 1967, important dans la création de la double nationalité dans la loi américaine). 
À l'âge de 17 ans, elle voyage contre la volonté de ses parents avec Beys Afroyim à travers l'Amérique. Pour gagner leur vie au cours de ces voyages, ils peignent des écrivains, des musiciens, des hommes d'État et des scientifiques comme Thomas Mann, Franz Werfel, Otto Klemperer, Bruno Walter, Lion Feuchtwanger, Theodore Dreiser et Hanns Eisler. 
La Conférence des Nations Unies sur l'organisation internationale (mai 1945) à San Francisco est l'occasion pour le couple de représenter des délégués connus tels que le vice-président de la commission nationale de planification de l'USSR Vasilij Vasilevič Kuznecov. Cette année-là, Susanne et Beys se marient à Chicago, et leur fils unique Amos naît en 1946 à New York. 

### Cuba et la première grande exposition
En raison des activités de Beys au sein du Parti communiste, le couple quitte les États-Unis et s'installe à Cuba pour neuf mois. Elle y tient sa première exposition en 1948, au Circulo de Bellas Artes (en français : « Cercle des Beaux-Arts ») de La Havane. À partir de cette époque, elle prend le nom de « Soshana » (l'orthographe la plus courante est Shoshana - שושנה), nom d'artiste et de plume que Beys lui attribue, et qui correspond à un nom de fleur de la famille des Lilium. 
Après un court séjour aux États-Unis, ils repartent s'installer en Europe en 1949, séjournant en Hollande, Autriche, Angleterre, Pologne, Tchécoslovaquie et finalement en Israël. La famille est financièrement démunie et elle refuse de vivre sa vie en tant que femme au foyer traditionnelle. Le couple divorce en 1950 d'un accord commun, et Shoshana Afroyim retourne à Vienne avec son fils en 1951. 

### Vienne et Paris

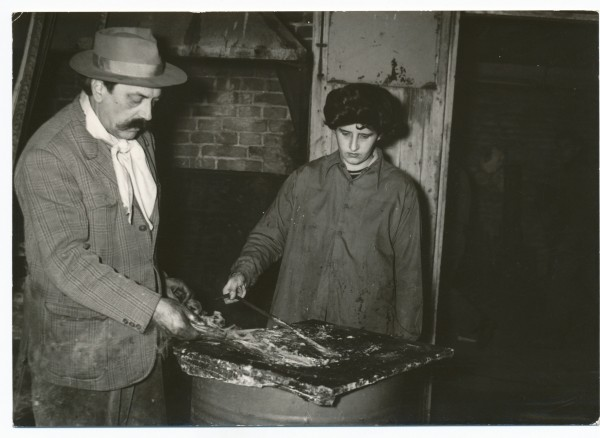
Avec Pinot Gallizio en 1960.

Après son retour à Vienne, elle laisse finalement la garde complète de leur fils à son ancien époux. En 1951, elle s'inscrit à l'Université des arts appliqués de Vienne et en 1952 à l'Académie des beaux-arts de Vienne, où elle peint sous la direction des professeurs Sergius Pauser, Albert Paris Gütersloh et Herbert Boeckl. Mécontente de la pratique artistique académique, elle part la même année pour Paris. 
Lorsqu'elle s'installe à Paris, Soshana Afroyim emménage dans l'ancien studio d'André Derain, puis dans un second studio, situé dans l'impasse Ronsin, à côté de celui de Brancusi. Elle entretient une relation amicale très proche avec l'artiste, qu'elle a décrit comme l'aimant « comme une fille », et qui l'introduit à de nombreux artistes. Plus tard, elle vit dans un autre studio ayant appartenu à Gauguin. Elle connait des difficultés financières en tant qu'artiste à plein temps à Paris. Elle décrit cette période comme un « moment doux-amer ». C'est en effet également un moment d'émulsion artistique, car elle fait la connaissance des artistes Kupka, Auguste Herbin, Ossip Zadkine, César, Edouard Pignon, Jean Bazaine, Max Ernst, Yves Klein, Alexander Calder, Wifredo Lam, Sam Francis, Fontana, Gilioli, Jean-Paul Sartre, Affandi, Lain Bangdel et Marc Chagall (à qui elle rend visite à Saint-Paul-de-Vence). 
En 1953, elle travaille dans l'ancien studio de Paul Gauguin (et précédemment d'Alfons Mucha), rue de la Grande-Chaumière, à Montparnasse. Elle entretient une amitié avec l'artiste Alberto Giacometti qu'elle considère comme l'un de ses meilleurs amis. 
Elle rencontre le galeriste zurichois Max G. Bollag, qui devient un promoteur majeur de son travail. Soshana expose plusieurs fois à Paris, dans la Galerie André Weil et au Salon d'automne, au Salon des Réalités Nouvelles et au Salon de mai, où elle rencontre Pablo Picasso pour la première fois en 1953. Elle lui rend visite dans sa villa à Vallauris à la suite de son invitation et l'artiste fait son portrait en 1954.

### Voyages à partir de 1956
En 1956, Soshana Afroyim voyage à travers l'Asie, en Inde et au Japon. Elle s'est organisée une invitation par un ministère chinois de la Culture à exposer à Pékin. Sur son chemin pour la Chine, elle visite l'Inde, la Thaïlande, le Cambodge et le Japon. Elle est intéressée et s'inspire de philosophie indienne, d'hindouisme et de bouddhisme. Elle est impressionnée par l'art de la calligraphie et apprend les techniques artistiques sur papier de riz auprès des moines bouddhistes de Kyoto et des peintres chinois de Hangzhou. L'art de la calligraphie devient formatif pour son style de peinture. Elle arrive à Pékin en 1957, où son exposition a eu lieu au palais de l'empereur. La même année, elle expose également à Zurich, à Londres et à New York. En 1958, à Johannesbourg, Paris, et Zürich une deuxième fois. 
En 1959, Soshana Afroyim voyage à travers l'Afrique, où elle représente le médecin Albert Schweitzer à Lambaréné, et rentre finalement à Paris. La même année, elle fait la connaissance de l'artiste italien Pinot Gallizio. Ils commencent une coopération étroite à Paris et Alba del Piemonte, Italie. Dans une lettre écrite par Gallizio, à son galeriste Otto et Heicke Van de Loo à Munich, il annonce que « 20 peintures ont été réalisées en septembre 1959 à Paris, en collaboration avec Soshana », ajoutant « des résultats formidables ». 

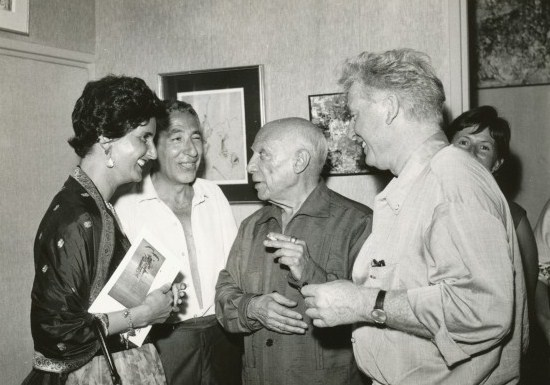
Shoshana Afroyim, André Verdet, Pablo Picasso et Édouard Pignon en 1962.

Grâce à Gallizio, Soshana Afroyim prend contact avec le groupe COBRA, entre autres avec Karel Appel et Asger Jorn, mais parce qu'elle est une femme, ils ne l'acceptent pas comme membre à part entière du groupe artistique. À la place, elle collabore avec la Galerie O´Hana à Londres, où elle fait trois expositions en 1959, 1960 et 1963. En 1960, elle expose à Rio de Janeiro, São Paulo, Tokio, Zurich, en 1961, à Antibes, Bruxelles, New York, et en 1962 à Soleure en Suisse.  En 1964, Soshana voyage au Mexique pour diverses expositions, vivant plusieurs mois à Cuernavaca, connue comme la « ville du printemps éternel » et un refuge pour de nombreux artistes et intellectuels des années 1960. Elle se lie d'amitié avec des artistes mexicains tels que Rufino Tamayo, Siqueiros, José Luis Cuevas et Mathias Goeritz. Elle expose cette année-là à la Galerie Krasner de New York. 
En 1965, elle rencontre Adolph Gottlieb pour la première fois, les deux artistes développeront une profonde amitié à New York. Elle expose dans la Galerie Wolfgang Gurlitt de Munich. L'année suivante, une exposition de l'œuvre de Soshana a lieu au Palacio de Bellas Artes de Mexico. 

### Deuxième voyage autour du monde, 1968
Au cours de son deuxième voyage autour du monde en 1968, elle traverse les mers du Sud, les Caraïbes, la Thaïlande, Bali, l'Australie, l'Inde, le Sikkim, le Népal, l'Afghanistan, l'Iran et Israël. En 1969, le Chogyal lui confie la peinture de portraits officiels du roi et de la reine du Sikkim. C'est aussi cette année-là qu'elle développe le concept de la forme artistique tridimensionnelle « Soma » à Paris, avec des objets en acier avec aimants déplaçables, conception d’objets en verre acrylique et devient membre de la Société théosophique. 
Soshana Afroyim déménage à Jérusalem en 1972, où elle a prévu quatre expositions à la Old Jaffa Gallerie, à Tel Aviv. Elles sont malheureusement toutes annulées quand éclate la guerre de Yom Kippour le jour du vernissage de la première. Elle quitte Israël et s'installe en 1974 à New York. 

### New York, 1974-1985
Son installation new-yorkaise se déroule de 1974 à 1985. Avant de déménager dans son atelier dans le Queens, elle séjourne à l'hôtel Chelsea de Manhattan, où elle paye son loyer avec des peintures. l leEconnait de nombreuses personnes de la scène artistique new-yorkaise, comme Mark Rothko, Francesco Clemente, le mécène Joseph Hirshhorn (en) et son ami proche Adolph Gottlieb. Malgré l'attention internationale pour son travail et la possibilité d'exposer fréquemment (elle expose seule neuf fois en 1974), elle se sent insatisfaite de sa situation de vie et mal à l'aise à New York. 

### Retour à Vienne
À son retour à Vienne, elle continue à voyager jusqu'à ce qu'elle soit obligé de s'immobiliser en raison de problèmes de santé en 2005. Elle travaille sur différents projets, dont la création d'une collection de vidéos, d'enregistrements audio, et d'essais sur sa vie et le développement de la scène internationale de l'art. Elle déménage par la suite dans une maison retraite et continue à peindre. Elle décède le 9 décembre 2015. 
En septembre 2011, sept tableaux de Soshana ont été volés dans une collection privée à Vienne. 

## Travail

### Premières années
Dans ses premiers travaux, Soshana Afroyim relie des éléments individuels de la tradition du fauvisme à la vision compacte et hermétique du réalisme américain et est sensiblement imprégnée d'un esprit d'insouciance juvénile. 
Les premières influences artistiques durables proviennent de son apprentissage dans une école d'art de New York, dès l'âge de quatorze ans. Avant de commencer à créer des peintures abstraites au début des années 1950, elle peint dans un style réaliste coloré et archaïsant. C'est un style qui est lié à l'art politique dans la période autour de 1945, comme une phase de transition mineure entre les réalismes plus anciens et plus célèbres des années 1930 (Nouvelle objectivité, vérisme, précisionnisme, réalisme magique, etc.) et la peinture abstraite de les années 1950. Déjà les bombardements allemands sur Londres avaient déclenché des réflexions artistiques dans le dessin de l'artiste en herbe. Son professeur à New York et plus tard son mari Beys Afroyim, communiste engagé, la conduit beaucoup plus profondément dans l'art narratif et le réalisme social contemporain. Afroyim et Soshana sont très impliqués dans les milieux artistiques militants politiques de New York, composés principalement d'immigrants européens. 
Lors de ses voyages avec Beys Afroyim à travers les États-Unis et plus tard Cuba, Israël et l'Europe, Soshana peint des paysages de rue (par exemple Old Street à New York, 1943, ou Street à Los Angeles, 1945), des ouvriers d'usine (par exemple la série My Sweatshop à New York, 1944), des gens qu'elle rencontre en chemin (par exemple Two Black Youths, 1944, oder Young Man with a Straw, 1945) et de nombreux paysages. Elle peint également de nombreux artistes et hommes politiques (par exemple Franz Werfel sur son lit de mort, 1945, ou Otto Klemperer, 1945). Ces portraits reflètent l'environnement intellectuel critique dans lequel le couple Afroyim évolue. Tous les portraits ont un aspect nettement mélancolique et sont frontaux ou à trois quarts, avec un décor abstrait, se concentrant entièrement sur la personne représentée. Du point de vue du réalisme socialiste audacieux, elle interprète la psychologie des immigrants européens à Los Angeles et des délégués européens à la conférence de fondation des Nations Unies à San Francisco. D'un autre côté, les études sur le milieu ouvrier de Soshana montrent une grande affinité avec les célèbres régionalistes et socialistes tels que Thomas Hart Benton, Grant Wood, les Soyer Brothers ou les mexicains des muralistes José Clemente Orozco et Diego Rivera. 
Jusqu'en 1948, elle reste fidèle à un réalisme socialiste compact, coloré et expressif. Dans ces premières peintures, les figures sont modelées grossièrement avec quelques larges coups de pinceau sans aucun détail ; paysages de campagnes et urbains s'ouvrent toujours au spectateur d'un point de vue légèrement surélevé. Les scènes apparaissent pour la plupart dans une lumière neutre, sans maisons ni figures projetant des ombres, mais ces paysages à l'application saturée de couleurs dégagent une ambiance presque gaie, qui peut être interprétée comme un écho du fauvisme. Ses peintures sur les paysages alpins européens, qu'elle a commencé à créer à son retour à Vienne en 1951, montrent déjà ses premiers pas vers l'art Informel.

### Paris, l'Asie et l'art Informel
Lorsqu'elle déménage à Paris en 1952, son travail s'inscrit dans le mouvement de l'École de Paris, notion qui désigne l'ensemble des artistes, dont beaucoup d'étrangers, qui se sont manifestés à Paris au XXe siècle. Influencée par le contact intense avec d'autres artistes du monde entier, elle évolue du réalisme expressif à l'art informel. Étape par étape, elle a éliminé l'objet de ses peintures et a emboîté le pas au jargon international de l'art après 1945. Ses peintures parisiennes sont liées à l'expressionnisme abstrait et comparées par les experts à celles de Jackson Pollock, Georges Mathieu et Hans Hartung. 
À partir de la seconde moitié des années 1950, les œuvres de Soshana présentent de plus en plus de caractéristiques informelles. Comme tant d'autres artistes de son temps, elle est fascinée par l'esthétique calligraphique asiatique et la philosophie qui la sous-tend. Elle a de nombreux amis asiatiques à Paris (par exemple Tobashi, Fujino, Walasse Ting) et fait ses premières expériences avec les techniques calligraphiques. Mais l'impulsion décisive pour un engagement intense dans les études de l'art traditionnel d'Extrême-Orient se fait lors de son premier voyage en Asie en 1957. Elle apprend à utiliser l'encre de Chine sur papier de riz et applique cette nouvelle technique à ses peintures à l'huile. Bien qu'elle ait consacré une grande partie de son travail à l'art abstrait, Soshana n'a jamais complètement abandonné la représentation et a continué à imbriquer des figures occasionnelles dans ses peintures. 

### Le Mexique et le surréalisme abstrait
Beaucoup de peintures de Soshana contiennent des motifs surréalistes, comme un horizon infini, des espaces sans fin élargis, dans lesquels des formes mystérieuses, des masques ou des têtes semblent flotter. L'utilisation d'un langage surréaliste est due aux voyages de Soshana au Mexique. En 1960, elle effectue sa première visite dans ce pays, considéré à l'époque particulièrement attrayant pour les artistes et les intellectuels européens en raison de sa position politique antifasciste. 
Soshana est l'un de ces « enfants de la langue de la peinture au Mexique », une pintora filomexicana (« peintre d'affiliation mexicaine »). Toute sa vie, elle a eu un lien profond et magique avec le pays, ce qui se reflète également dans son travail. Les peintures qu'elle a créées au Mexique ou qui rappellent le Mexique ont un caractère très spécial, rappelant les couleurs flamboyantes typiques et les contrastes de ce pays. Elle a raffiné une technique, qu'elle a développée par hasard dans son atelier parisien des années auparavant, un jour qu'il avait plu à travers le toit de verre de son studio sur ses aquarelles. Les traces une fois séchées, laissaient des taches lumineuses avec des bords sombres. Soshana a commencé à imiter cet effet avec de la térébenthine sur ses peintures à l'huile, le résultat créant « une sorte de peinture goutte à goutte à l'envers » qui ressemblait à la structure du cristal liquide, comme elle se décrit : « Certains biochimistes disent que mes peintures ressemblent à ce que vous voyez, quand vous regardez dans un microscope »

### Œuvres politiques
Elle a été sérieusement affectée par les événements politiques depuis son enfance. À l'âge de 11 ans, lorsqu'elle voit Hitler entrer dans Vienne, puis plus tard quand la famille doit fuir le régime nazi. Elle a utilisé le dessin et la peinture comme un moyen de faire face à ces événements traumatisants, ce qui est visible dans un dessin appelé Hitler as Cloun (« Hitler en clown »). Des thèmes comme la Guerre froide, la guerre de Yom Kippour, l'âge atomique ou le terrorisme se retrouvent encore et encore dans son œuvre. À son retour à Vienne en 1985, elle travaillé sur l'époque du régime nazi et de l'Holocauste. Pendant la campagne électorale de Kurt Waldheim en 1987/88, elle a réalisé une série de peintures et de collages, dans lesquels elle a incorporé des textes de propagande nazie. Soshana a également peint les cycles moteurs des guerres en Yougoslavie, des attaques contre le World Trade Center ou des guerres contre l'Irak. 

### Travaux tardifs
Des réminiscences sur des séries d'œuvres antérieures et un processus de compression peuvent être clairement notés dans les derniers travaux de Soshana. À partir des années 2000, ses tableaux prennent un caractère très différent, les structures sont plus calmes, les couleurs plus claires et les formes plus simples. Les motifs paraissent même parfois puérils et naïfs, ces images sont de petites énigmes pleines d'ironie et de fantasme. 

## Réception de son œuvre

### Soshana dans le contexte du modernisme autrichien
Elle a travaillé à l'international aux États-Unis, en Israël, en France, au Mexique, en Amérique du Sud, en Inde, au Japon, en Chine, en Afrique, etc. C'est pourquoi on lui a en grande partie refusé la reconnaissance dans le contexte de l'art autrichien du XXe siècle. Paradoxalement, la presse étrangère l'a toujours vue comme une peintre autrichienne. Aujourd'hui, elle est souvent qualifiée de cosmopolite, de globe-trotter, dont le travail est influencé par des expériences sur tous les continents.

### La position de Soshana en tant que femme dans le monde de l'art
« Une femme qui crée de l'art vit dans une situation de test, et l'examinateur peut être n'importe qui. Parce que chaque homme et chaque femme «sait» ce qu'est une femme; par conséquent, chaque homme et chaque femme peut revendiquer le droit de réduire l'évaluation de l'art d'une femme à ce qu'elle est en tant que femme »

À l'époque de Soshana Afroyim, une carrière artistique pour une femme n'était en aucun cas une évidence. L'objectif de pouvoir subvenir à ses propres besoins grâce à sa propre production artistique semblait — et ce, pas seulement pour les femmes — presque impossible, c'est pourquoi de nombreuses artistes en herbe ont suivi une formation pratique dans une autre profession parallèlement à leur formation artistique. Dans la plupart des cas, elles exerçaient le métier d'enseignante dans des domaines liés à l'art. Mais Soshana Afroyim a choisi sa propre voie indépendante, autodéterminée et émancipée, à une époque où la mise en œuvre juridique de l'égalité des droits des hommes et des femmes et de l'égalité des chances de travailler dans n'importe quelle profession était tout simplement impensable. 
Dans une lettre au co-auteur de son autobiographie, elle écrit à propos de son rôle de pionnière : « C'est pourquoi je veux écrire ce livre, pour dire quelle lutte j'ai traversée pour être une femme et une artiste et être peut-être comme cent ans en avance sur l'époque où nous vivons réellement ».
Dans le manuscrit de son autobiographie, Soshana écrit sur le rejet qu'elle a également rencontré auprès d'autres galeristes : « Le propriétaire de la Galerie de France m'a dit sans ambiguïté, qu'ils n'aimaient pas prendre des artistes femmes à contrat, c'était considéré trop risqué. Une femme pouvait se marier, avoir des enfants et abandonner sa carrière. Vingt ans de publicité et un investissement financier à long terme dans une artiste féminine seraient ruinés du jour au lendemain. Comme cela ne s'appliquait pas dans mon cas, je ressentais d'autant plus la discrimination à l'égard des femmes ». 
Pendant très longtemps, le rôle d'une femme dans les arts devait être une muse inspirante, pas un peintre elle-même. Mais Soshana a compris qu'elle devait développer sa propre image d'artiste unique et savait très bien comment pratiquer une autogestion réussie. Elle a répandu des histoires passionnantes et mystérieuses de sa vie et a créé un battage médiatique autour de sa personne. Ses rencontres avec Picasso ont été racontées à maintes reprises — en particulier l'histoire du jour, quand elle lui a rendu visite dans sa villa à Vallauris, pour être dépeinte et a refusé son invitation à rester avec lui. Soshana a essayé d'utiliser le nom Picasso pour attirer davantage l'attention. Le titre prévu d'un roman autobiographique jamais terminé se serait référé à cet événement : La fille qui a dit non à Picasso. 

### Galerie

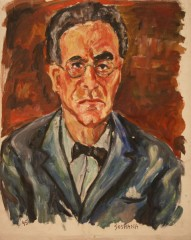
Otto Klemperer, huile sur toile, 1945.
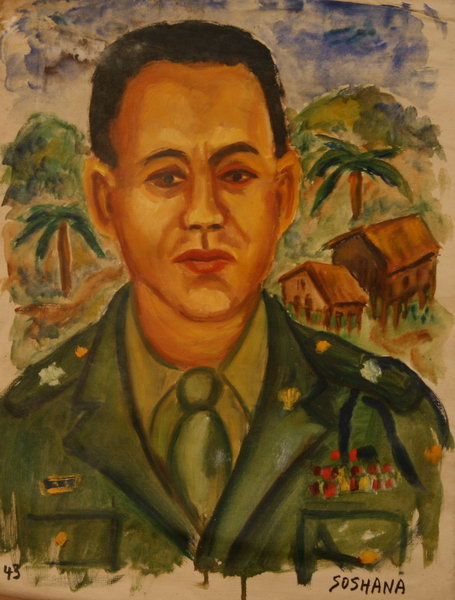
Carlos Peña Rómulo, huile sur toile, 1945.
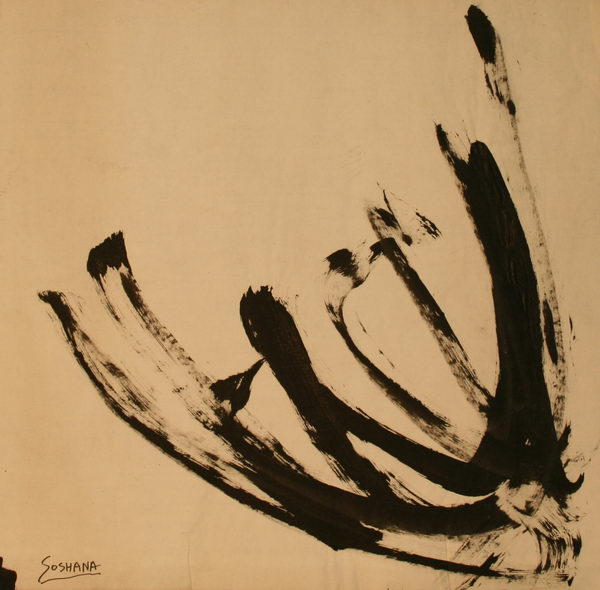
Kyoto, encre sur papier, 1957.
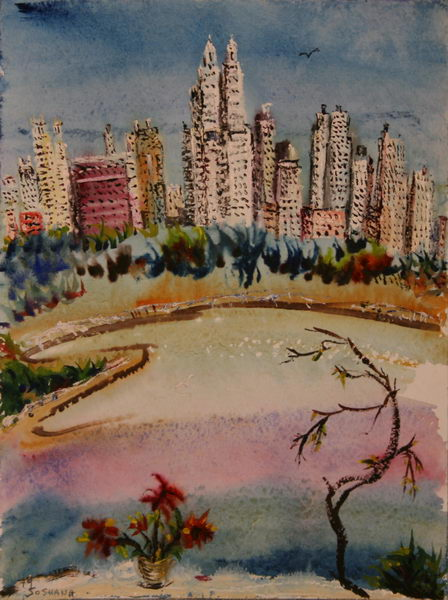
Ny Central Park, gouache sur papier, 1975.
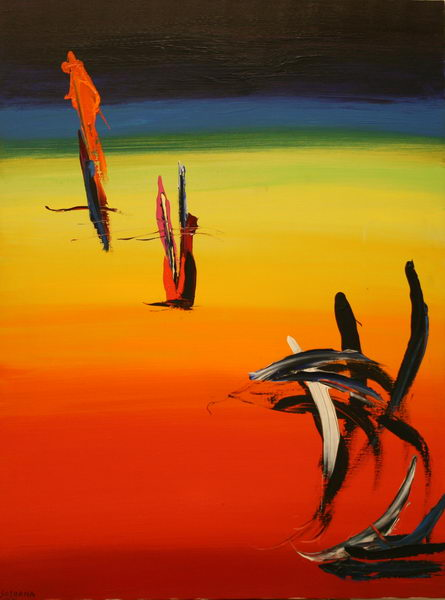
Rainbow, huile sur toile, 1981.
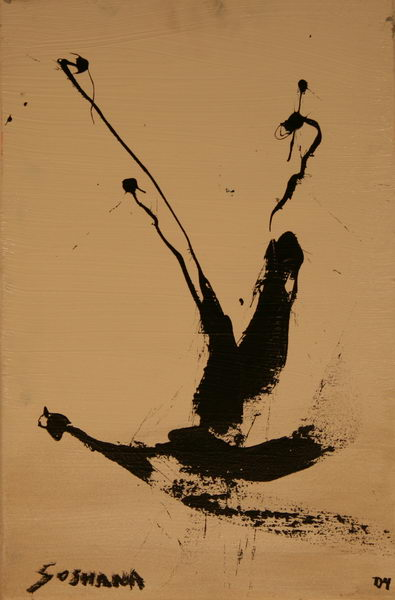
Abstraction on White V, acrylique sur toile, 2004.

## Récompenses
- 27 mai 2010 : Croix d'honneur autrichienne des sciences et des arts[58].

## Film
Everywhere alone. The artist Shoshana  est un documentaire de 45 min réalisé par Werner Müller raconte son histoire et contient des interviews de l'artiste elle-même. 

## Crédit d'auteurs
- (en) Cet article est partiellement ou en totalité issu de l’article de Wikipédia en anglais intitulé « Soshana Afroyim » (voir la liste des auteurs).